# Professeur Xavier
Le professeur Charles Xavier, alias le Professeur Xavier ou le Professeur X (« Professor Xavier » ou « Professor X » en version originale), est un super-héros évoluant dans l'univers Marvel de la maison d'édition Marvel Comics. Créé par le scénariste Stan Lee et le dessinateur Jack Kirby, le personnage de fiction apparaît pour la première fois dans le comic book Uncanny X-Men #1 en septembre 1963.
Fondateur de l'Institut Xavier, une école pour jeunes mutants, Xavier est lui aussi un mutant (Homo superior), c'est-à-dire, dans l'univers Marvel, un être doté de gènes mutants qui lui permettent d'avoir un pouvoir surhumain.
Dans le cas du professeur Xavier, son principal pouvoir est la télépathie : il est en effet l’un des plus puissants télépathes de cet univers de fiction, ce qui en fait un personnage extrêmement puissant bien que, physiquement, il soit paralysé aux deux jambes.
Son idéal le pousse à croire que les mutants seront un jour acceptés dans la société humaine et, en attendant, qu'il leur faut apprendre à maîtriser leurs dons. Xavier est en cela opposé au mutant Magnéto, qui lui pense que la confrontation avec les humains normaux est inévitable et que la guerre est sur le point d'éclater entre les Homo sapiens et les Homo superior.
Dans la saga cinématographique X-Men, Charles Xavier a été interprété par les acteurs Patrick Stewart et James McAvoy. Dans la série télévisée Legion, il est interprété par l'acteur Harry Lloyd.

## Création
Le personnage est créé en septembre 1963 par Stan Lee et Jack Kirby. Les auteurs prennent pour modèle Martin Luther King, alors leader charismatique du mouvement des droits civiques. Ils s'inspirent d'ailleurs de l'autre figure du mouvement, Malcolm X, pour le personnage de Magnéto.
L'auteur Scott Lobdell a établi le deuxième prénom de Xavier, Francis, dans Uncanny X-Men #328 (janvier 1996).

## Biographie du personnage

### Avant les X-Men
Charles Xavier est le fils du chercheur en nucléaire Brian Xavier et de sa femme Sharon. Brian travaillait dans une installation top secrète à Alamogordo, au Nouveau-Mexique. Là, il a travaillé avec les principaux généticiens Kurt Marko, Irene Adler, Alexander Ryking et Nathan Milbury. La nature du travail de Brian allaient de la recherche nucléaire à la recherche gouvernementale secrète sur les mutations. En réalité, cela faisait partie d'un projet secret appelé Utérus  Noir. L'opération était dirigée par Milbury qui était secrètement le généticien presque immortel Nathaniel Essex qui menait ses expériences en cours sur la mutation humaine et inaugurait l'ère de l'Homo sapiens supérieur: les mutants. L'embryon de Brian et Sharon Xavier s'est divisé pour former des jumeaux. Un enfant serait finalement né sous le nom de Charles, tandis que l'autre était sa sœur jumelle. Devenant consciente d'elle-même dans l'utérus, la sœur jumelle de Charles a tenté de le tuer, il a riposté avec ses pouvoirs mentaux naissants, la tuant apparemment dans le processus. Personne ne s'en rendrait compte avant plusieurs décennies.
Après la mort de Brian dans un accident, quand Charles atteint l'age de 9 ans, Sharon se remarie avec le collègue de son mari, le docteur Kurt Marko. Le fils d'un précédent mariage de Marko, Caïn, malmène Charles.
Ses pouvoirs télépathiques commencent à émerger alors que Xavier est encore enfant. Inconsciemment, Charles essaye de protéger Sharon de la violence de son beau-père. 
Kurt se souciait de Charles, en raison de son intellect, au grand dam de Caïn. Finalement, Sharon Xavier est décédée, laissant Charles être élevé par Kurt. Une nuit, Caïn et Kurt se sont disputés quand Caïn a accusé son père du meurtre de Brian. Au cours de la discussion Caïn a jeté une fiole de produits chimiques déclenchant une explosion. En sauvant son enfant et son beau-fils, Kurt Marko a subi des blessures mortelles. En mourant, il a révélé qu'il était trop lâche pour sauver le père de Charles des années plus tôt. Révélant qu'il connaissait les capacités télépathiques de Charles, il a averti Charles de se méfier de Caïn s'il découvrait un jour ses capacités. En grandissant, celui-ci apprend à les contrôler et il perd ses cheveux blonds, pour devenir complètement chauve à l'adolescence.
En tant que brillant étudiant, il a obtenu un diplôme avec mention à l'age de 16 ans de l'Université Harvard, il a également commencé à fréquenter l'Université Columbia et plus tard à l'université d'Oxford en Angleterre, obtenant un doctorat en génétique, biophysique, psychologie, anthropologie et psychiatrie. A Oxford il rencontre une jeune écossaise nommée Moira MacTaggert, dont il tombe amoureux. Alors qu'ils prévoyaient de se marier après la fin de ses études, Xavier est incorporé dans l'armée et envoyé en Corée. Moira lui écrit qu'elle le quitte alors qu'il était encore au front. Là-bas, Xavier et Caïn Marko servent dans la même unité. Xavier est témoin de la découverte par Caïn du fameux rubis dans le temple de Cytorrak qui l'a transformé en Fléau.
Xavier est profondément déprimé lorsque Moira rompt leurs fiançailles sans explication. Il commence alors à voyager après avoir quitté l'armée. Au Caire, il se fait voler son porte-feuille par une jeune fille appelée Ororo Munroe (future Tornade). Peu après, il se bat contre Ahmal Farouk, le Roi d'ombre, le premier mauvais mutant qu'il ait jamais rencontré. Cette rencontre le décide à vouer sa vie à protéger l'humanité des mauvais mutants et d'éduquer les mutants qui n'avaient pas encore découvert leurs pouvoirs.
Xavier part ensuite en Israël, où il tombe amoureux de Gabrielle Haller, une jeune femme qui sortait des camps de la mort, et devient ami avec un homme appelé Erik Magnus Lensherr (il deviendra plus tard son plus grand ennemi et celui de ses X-Men, Magnéto). Lorsque Xavier repart en voyage, il laisse derrière lui Gabrielle, qui, pensait-il, n'avait plus besoin de lui. Il ignore alors qu'elle est enceinte de son fils, David, le futur Légion.
Il se bat au Tibet contre un extra-terrestre, Lucifer, éclaireur de sa race, préparant une invasion. Lucifer fait tomber une dalle du plafond sur Xavier, lui écrasant les jambes. Celui-ci est alors soigné en Inde par une infirmière, Amelia Voght, très amoureuse de lui. Ils s'avouèrent mutuellement être des mutants, lorsqu'elle tombe sur des notes où il parlait de son projet Cerebro, un dispositif destiné à repérer les mutants dans le monde.
Amelia l'aide à fonder son école, mais le quitte lorsque les premiers X-Men arrivent. Elle ne voulait pas participer à son projet et préférait rester cachée plutôt que de se battre. À Londres, Xavier recroise son amie Moira MacTaggert, devenue une généticienne renommée. Ils commencent à discuter de l'idée de l'école pour mutants et Moira s'intéresse de très près au projet de Xavier.

### Les X-Men et l'école pour jeunes surdoués
La première étudiante est Jean Grey, alors âgée de 11 ans. Télépathe elle-aussi, elle est traumatisée depuis qu'elle avait découvert ses pouvoirs en lisant les pensées de son amie Annie Richardson, alors que celle-ci était en train de mourir. Xavier l'aide à sortir de sa catatonie, et lui apprend à utiliser ses pouvoirs télékinésiques, non sans bloquer sa télépathie encore trop élevée pour elle,.
Xavier rencontre plus tard Fred Duncan, un agent du FBI qui enquêtait sur le nombre croissant de mutants. Xavier lui parle de son plan de localiser les jeunes mutants pour les enrôler dans son école pour jeunes surdoués. En utilisant sa maison familiale comme base d'entraînement pour utiliser leurs pouvoirs pour le bénéfice de l'humanité et du gouvernement, il pensait avoir des appuis assez importants pour qu'on le laisse travailler en paix.
Les mois suivants, il rassemble les premiers X-Men : Cyclope, Iceberg, Angel, le Fauve et Jean Grey qui prend alors le surnom de Marvel Girl.
C'est alors que Magneto a fait son premier coup d'éclat contre l'humanité, en prenant le contrôle d'une base militaire de Cape Citadel afin de lancer ses missiles sur des cibles humaines. Ce plan a été déjoué de manière inattendue par les X-Men et Magneto s'est échappé avant d'être vaincu. Il devient l'ennemi principal des X-men.
Une nouvelle menace a émergé sous la forme de l'activiste anti-mutant, Bolivar Trask. Xavier lui a proposé un débat diffusé à la télévision comme moyen de contre-attaquer ses tentatives d'élever l'hystérie anti-mutante. Au cours du débat, Trask a présenté ses Sentinelles, des robots créés pour défendre l'humanité contre les mutants. Cependant, les Sentinelles se sont rebellées contre les ordres de Trask et l'ont capturé. Xavier a dirigé ses X-Men pour sauver Trask et éliminer la machine à créer des Sentinelles, le Moule Initial. Xavier a travaillé avec la police pour détruire la base des Sentinelles, avec les actions des X-Men et le sacrifice de Trask, la menace fut maitrisée temporairement.
Après les avoir formés pendant plusieurs années, le professeur Xavier est entré dans la clandestinité, se cachant de tous ses élèves d'origine sauf Jean, pour se préparer à l'invasion de l'extraterrestre Z'nox. Il a été aidé par le méchant repenti et mourant, Changeling, qui s'est fait passer pour lui après avoir reçu une partie de son pouvoir télépathique. Les X-Men se sont dissous après que "Xavier" a été tué par Grotesk, Scott héritant de tous ses biens. Le vrai professeur Xavier est revenu avec Havok et Polaris pour arrêter l'invasion des Z'Nox. Le professeur Xavier a sondé chaque esprit humain sur la planète et a été laissé dans un état affaibli, mais a survécu à l'aide d'un appareil créé par Bruce Banner.

### La deuxième équipe
Lorsque la plupart des X-Men originaux (mis à part le Fauve) sont capturés par le mutant Krakoa, camouflé en île, le professeur Xavier a envoyé une autre équipe composée des étudiants du Dr MacTaggert, Vulcain (qui était le frère inconnu de Cyclope), Petra, Darwin et Sway, auxquels il a tout donné une expérience de combat mental rapide, pour sauver ses étudiants d'origine. Le professeur Xavier a également approché Emma Frost, pour être la télépathe de l'équipe, mais elle a refusé et le professeur a effacé l'événement de sa mémoire. Après que l'équipe ait libéré Cyclope et que Vulcain ait révélé leur lien, toute l'équipe a apparemment été tuée. Cyclope s'est échappé, mais, lorsqu'il est revenu au professeur Xavier, le professeur a effacé la connaissance traumatisante que son nouveau frère était mort, croyant que Cyclope ne pouvait pas continuer avec ce fardeau. Xavier fait alors appel à une nouvelle équipe de X-Men, dont il prévoyait depuis quelque temps l'intégration, retardée par le fait que les futurs étudiants étaient pour la plupart des étrangers, vivant chacun dans un pays différent. L'équipe inclut le Hurleur, Colossus, Tornade, Wolverine, Diablo, Épervier et Feu du soleil. Les deux derniers ne restent pas longtemps : Épervier meurt dès sa seconde mission et Feu du soleil quitte l'équipe aussitôt après avoir sauvé les X-Men de Krakoa. De l'équipe originale seul subsiste Cyclope qui reste le leader. Les années suivantes, Xavier ajoute de nouveaux membres comme Kitty Pryde (alias Étincelle ou Shadowcat en VO) ou encore Malicia.

### Lilandra
Lilandra Neramani, la princesse de la race extra-terrestre Shi'ar, a réussi à établir un lien psychique intense avec Xavier à travers la vaste distance qui séparait leurs deux planètes. Elle vint sur Terre pour demander de l'aide contre son frère D'Ken qui avait usurpé le trône et menacé l'Univers en tentant de s'emparer du cristal M'Kraan. Les X-Men se sont rendus dans le monde natal du cristal M'kraan pour combattre la garde impériale Shi'Ar et aider Lilandra à rétablir la situation, mais celle-ci, considérée comme traître à sa patrie, doit être jugée pour savoir si elle peut succéder à son frère. Elle décide de rester sur Terre en attendant la sentence. Xavier et elle tombent amoureux. Plus tard, Xavier devient prince consort de l'empire Shi'ar, avant que celui-ci ne mette à mort Phénix. Lilandra et lui se séparent sans pour autant cesser de s'aimer. Les suites d'une attaque cardiaque lui font rejoindre l'équipe des Frères des étoiles dont faisait à l'époque partie Lilandra. Il est encore à leur côté quand lui parvient la nouvelle de la mort supposée des X-Men à Dallas. Leur mariage est annulé à la suite des crimes monstrueux commis par la sœur jumelle de Xavier, Cassandra Nova.

### Starjammers
Sentant le retour du Beyonder, Magneto s'associe aux X-Men. En raison de l'état affaibli du professeur Xavier, il a demandé à Magneto de rejoindre temporairement l'équipe. Après avoir arrêté un stratagème de Loki, Magneto a été jugé devant la Cour mondiale de justice et a été attaqué par Fenris, Andreas et Andrea von Strucker, les enfants du baron Von Strucker. Le professeur Xavier a subi des blessures physiques et des tensions psychiques qui l'ont laissé au bord de la mort et a demandé à Magneto de devenir son successeur en tant que directeur son école en tant que mentor des Nouveaux Mutants. Lilandra et les Starjammers l'ont emmené, où ils ont utilisé la technologie Shi'ar pour lui redonner la santé et ses jambes, mais en raison des dommages subis par leur vaisseau, ils n'ont pas pu le ramener.
Alors qu'il fuyait les Shi'ar, le professeur Xavier a retrouvé sur une planète Magik, la sœur de Colossus. Avec son aide, le professeur Xavier a revu les Nouveaux Mutants et a appris l'existence du massacre causé par les Maraudeurs, la perte de Diablo, Colossus et étincelle et le fait que ses étudiants d'origine étaient devenu l'équipe de chasse mutante Facteur-X. Le professeur X, au départ, a décidé de rester et de continuer à aider les Starjammers, à qui il croyait devoir la vie, et a utilisé Karma pour contrôler mentalement Illyana afin qu'elle renvoie les Nouveaux Mutants chez eux.

### Saga de l'île de Muir
Après un séjour prolongé dans l'espace avec les Starjammers, Xavier est finalement revenu sur Terre. Les équipes X-Men se sont rassemblées sous sa direction, ainsi que de nouvelles recrues comme Gambit et Jubilee. 
Avec Facteur-X, le professeur X planifie une attaque sur l'île de Muir qui est envahie par le Roi d'Ombre. Facteur-X atterrit sur l'île et neutralise rapidement ses défenses. De retour à la base, le professeur X est attaqué directement par le Roi d'Ombre, utilisant l'hôte Jacob Reisz, qui pense avoir le contrôle de toutes les personnes présentes, y compris Val Cooper. Elle se révèle être une Mystique déguisée et tue Reisz. Le Roi d'Ombre passe rapidement à un nouvel hôte, Légion qui déclenche une explosion qui détruit une grande partie de l'île.
Xavier a la colonne vertébrale brisée dans le plan astral par son fis Légion, le laissant paralysé et confiné dans un fauteuil roulant une fois de plus. Psylocke et Forge arrivent à couper le lien psychique du roi des ombres. Il disparaît du plan astral. Légion, qui avait été sur le point de tuer physiquement Xavier, tombe dans le coma à son départ. 
Xavier a rétabli les X-Men à Westchester et a créé deux équipes: La bleue et la or. Il a ensuite chargé Forge d'ajouter une nouvelle fonctionnalité à Cerebro : la capacité de stocker les pensées et les traits de personnalité de chaque mutant. Dans le même temps, un schisme idéologique éclate à nouveau entre Magneto et Xavier. Magneto était furieux après la révélation que Moira avait secrètement manipulé son génome afin de minimiser les effets de ses pouvoirs magnétiques sur sa personnalité. Cela a conduit à une confrontation entre les X-Men de Xavier et le nouveau groupe d'adeptes de Magneto, les Acolytes. Après la confrontation, Xavier et Moira ont perdu Magneto comme allié.

### Magneto et Onslaught
Magnéto et lui se sont souvent opposés lors des débuts de son équipe : Magneto est d'ailleurs devenu la « Némésis » du groupe, mais c'est un ennemi qui est devenu de plus en plus humain et raisonnable. Il a peu à peu changé de point de vue, à tel point que Xavier peut lui demander de prendre en main l'école et une partie de ses équipes pendant l'une de ses absences. Durant ce laps de temps, certains membres disparaissent tragiquement. Magneto, se sentant coupable, démissionne. Mais il réapparaît après bien des années. Alors que des mutants l'avaient supplié de reprendre le combat contre les humains qui les oppressaient, il se dresse à nouveau contre les X-Men, de manière plutôt violente : il retire à vif l'adamantium du squelette de Wolverine. Xavier, écœuré par son ami, le prive de sa psyché, et Magneto sombre dans un coma végétatif.
En fait, la psyché de Magnéto, plutôt ses frustrations et ses mauvais instincts se greffent sur Xavier. En quelque temps, cela fait ressortir ses côtés les plus enfouis, ses pensées les plus secrètes et ses désirs les plus inassouvis. Avant que Xavier ne se rende compte que son esprit lui échappe, Onslaught nait et prend entièrement le contrôle de son hôte. Il combat alors les X-Men, les Vengeurs et les Quatre Fantastiques : les Vengeurs non mutants et les Fantastiques périssent, mais les X-Men arrivent cependant à sauver Xavier de sa créature, et à la détruire. Depuis, Xavier est enfermé par le gouvernement pour éviter qu'un tel drame se reproduise. Après sa séparation avec Onslaught, il n'a d'ailleurs plus aucun pouvoir. Bien que Xavier ait été disposé à se tenir comme prisonnier du gouvernement des États-Unis, il a été consterné lorsqu'il a été remis à la garde de Bastion, chef de l'opération anti-mutante Zero Tolerance,.
Xavier a finalement été retrouvé et libéré par Cerebro (qui avait acquis une forme de conscience après avoir été envahi par des nanorobots de Bastion). Le professeur X a brièvement dirigé la Confrérie des Mutants pendant cette période. Il a ensuite quitté la Terre pour former un groupe de Skrulls mutants appelé Cadre K.

### Mort de Moira (2001)
Lorsque Mystique a fait exploser le laboratoire de Moira MacTaggert, la blessant mortellement, Charles s'est rendu dans le plan astral pour la rencontrer et récupérer des informations sur le remède au virus Legacy, mais après avoir recueilli les informations, il ne voulait pas la laisser seule. Si Jean ne l'avait pas retenu, le professeur serait mort avec son premier amour, qui a déclaré qu'elle n'avait aucun regret. Plus tard, il a été révélé que Moira avait simulé sa mort en utilisant un golem Shi'ar.

### Les jumeaux Xavier (2001)
La jumelle de Xavier, Cassandra Nova, est tuée par Xavier dans l'utérus de leur mère. Force psionique d'une grande puissance, son esprit survit cependant. Sous une forme protoplasmique, elle revient à la vie et pirate un groupe de Sentinelles pour détruire Genosha, l'île prise en main par Magnéto. En effet, après la guérison du virus Legacy, Magneto avait rassemblé une armée mutante sur Genosha. Xavier est allé essayer de le dissuader, mais il a fallu une équipe X-Men pour arrêter Magneto, qui avait crucifié Xavier. L'attaque de Cassandra fait plus de seize millions de morts dans la population mutante. Magnéto est présumé mort.
Elle réussit de même à s'emparer du corps de Xavier et à vaincre la Garde impériale Shi'ar. Elle est ensuite enfermée à l'intérieur d'un garde Shi'ar et condamnée à apprendre. Elle prend une revanche dévastatrice dans The End Song.

### Le professeur est un mutant (2001)
Cassandra Nova fait une déclaration annonçant publiquement la mutation de Xavier. Celui-ci entreprend alors de faire une tournée de conférences sur la condition mutante. Un mutant chinois, Xorn, lui rend l'usage de ses jambes.
Il fonde aussi la X-Corporation, avec des bureaux éparpillés sur le monde (Paris, Dubai, Hong Kong, Los Angeles). Le but de l'organisation est de surveiller les droits des mutants et de les aider au besoin.
À la suite de l'attaque de Cassandra Nova contre les Shi'ar, Lilandra est devenue folle et a tenté d'assassiner Charles lors d'un voyage à la succursale X-Corp à Mumbai. Lilandra, croyant que trop de désastre découlait de l'implication des Shi'ar avec les X-Men, a annulé son mariage avec Xavier.
L'institut devient public aux yeux du monde et accueille de nombreux jeunes mutants. Un accident survient lors d'une journée porte ouverte, quand un étudiant, Quentin Quire (Kid Omega), provoque une émeute avec son gang.
Peu assuré par la finalité de son rêve, Charles Xavier déclare prendre sa retraite et laisse son poste à Jean Grey, Emma Frost et Cyclope.
Xorn se révèle alors être Magnéto. L'imposteur fait perdre à Xavier l'usage de ses jambes, et entreprend de détruire New York, avant d'être stoppé par Wolverine et les X-Men. Jean Grey est tuée par Xorn avec une puissante charge statique avant d'être lui-même tué par Wolverine. Cependant, Xavier était apparemment conscient que Xorn s'était simplement fait passer pour Magneto et que le vrai Magneto était toujours à Genosha. En voyageant là-bas, lui et Magneto ont de nouveau mis de côté leurs différences et ont essayé de reconstruire Genosha.

### Une nouvelle alliance (2004)
Jean morte, l'école est laissée aux bons soins d'Emma Frost et Cyclope, devenus amants. Xavier part pour l'île dévastée de Genosha, où il retrouve le véritable Magnéto, survivant de l'assaut des Sentinelles. Ils mettent de côté leurs différences et travaillent à rebâtir la nation.

### World War Hulk (2007)
Xavier a été nommé détenteur de la Gemme de l'esprit, dans le cadre de la tentative des Illuminati d'empêcher le Gant de l'Infini de tomber entre de mauvaises mains.
Après le retour de Hulk sur Terre après avoir été exilé par les Illuminati, il est venu au manoir pour demander si Xavier aurait voté ou non en faveur de son exil dans l'espace, car Xavier avait disparu à l'époque où les Illuminati ont pris cette décision. Xavier a donné une réponse honnête qu'il aurait fait, et Hulk a alors essayé de tuer Xavier. Malgré leur colère envers lui, ses étudiants vinrent à sa protection et une myriade d'équipes X-Men combattirent Hulk afin de sauver le professeur. Tous ont été vaincus avec facilité cependant, et le professeur a refusé de fuir, estimant qu'il devait admettre ses péchés. Cependant, Hulk a été dissuadé de tuer Xavier par Mercury (Cessily Kincaid), qui lui a dit avec colère et désespérément que les X-Men avaient subi suffisamment de morts après la décimation. En voyant les nombreuses pierres tombales sur le terrain du manoir, Hulk a supposé que leur mort était la faute de Xavier, et il a décidé d'épargner la vie de Xavier afin qu'il puisse vivre avec sa culpabilité.

### Le Complexe du Messie (2008)
Sa relation avec les X-Men est devenue encore plus tendue lorsque le professeur X a tenté de s'impliquer lors de la naissance du premier nouveau bébé mutant né depuis le M-Day, mais Cyclope alors leader des X-men a refusé son aide. Il a accepté de prendre du recul, mais a été ramené dans la bataille lorsque Cable a demandé son aide pour sécuriser le bébé et trouver une voie d'évacuation. Après que la bataille sanglante finale ait eu lieu et que Cable ait sauté dans le futur avec le bébé, Bishop a tiré un coup de feu pour tuer Cable, mais a en fait frappé Xavier à la tête.
Xavier a été sauvé de la mort par Exodus et ses acolytes, qui l'ont tranquillement emmené dans leur cachette. Exodus a réparé son esprit endommagé, mais avec l'aide de Magnéto et Karima Shapandar, Xavier se libéra, bien qu'il ait subi des dommages persistants de ses souvenirs. Malgré les limites de Xavier, il a essayé de se reconstruire et de renouer ses relations. Certains ne faisaient plus autant confiance à Xavier qu'auparavant, y compris Scott Summers, bien que Wolverine ait cherché Xavier pour l'aider à libérer son fils des plans du Hellfire Club.

## Personnalité
Comme la mention de son titre universitaire l'indique, le professeur Xavier est une personne érudite qui exerce sagement son leadership envers ses jeunes apprentis mutants. Du fait de son âge et son handicap, il fait office (notamment dans les films) de figure paternelle qui guide idéologiquement ses protégés dans un monde dangereux confronté au « problème mutant ».

### Idéaux
Charles Xavier est persuadé, à l'instar de son ancien ami et adversaire Magnéto, que l'apparition de l’Homo superior sur Terre est inéluctable. Mais, contrairement à Magnéto, Xavier pense que les hommes et les mutants doivent vivre en harmonie, et non essayer de prendre le pouvoir les uns sur les autres.
Pour éviter aux mutants et aux humains de subir les conséquences des malveillances des mutants hostiles à l'homme, ou d'humains hostiles aux mutants, son école sert de base d'entraînement à plusieurs équipes de mutants, plus ou moins forts ou capables d'utiliser pleinement leurs pouvoirs. Xavier (et ses successeurs) a organisé ses équipes successives de mutants de la même façon : faire de plusieurs fortes individualités un groupe, uni, avec un solide esprit d'équipe, permettant aux membres de l'équipe de compter les uns sur les autres en cas de problème, et de pallier les écarts de pouvoirs entre eux.
Son idéal s'est trouvé grandement affaibli par le super-vilain Onslaught, une « co-création » de Xavier et Magnéto.

### Handicap
Depuis son combat avec le démon Lucifer, Charles Xavier a plusieurs fois récupéré l'usage de ses jambes, mais l'a toujours reperdu. Grâce à la technologie extraterrestre Shi'ar, il a pu changer de corps, mais au cours de son dernier combat face au Roi d'ombre, il a de nouveau été paralysé.
Sa dernière récupération récente est l'œuvre de la Sorcière rouge ; celle-ci, inguérissable, entraîne le jour M. De retour de cette réalité alternative, le professeur X perd ses pouvoirs, mais récupère pour une énième fois l'usage de ses jambes.

## Pouvoirs et capacités
Charles Xavier est une sommité mondiale dans le domaine de la génétique, des mutations génétiques et des pouvoirs psioniques, et plus généralement dans le domaine de la biologie. Au fil du temps, il est devenu très doué pour concevoir des équipements permettant d’utiliser ou d’accroître les pouvoirs psioniques. C'est également un grand tacticien et stratège, capable d'évaluer efficacement des situations tout en élaborant rapidement des réponses adéquates.
Lors de ses voyages en Asie, Xavier a appris les arts martiaux, acquérant des « compétences de combat raffinées » selon Magnéto. Lorsque ces compétences sont coordonnées en tandem avec ses capacités télépathiques (et quand il a l'usage de ses jambes), Xavier est un combattant non-armé dangereux, capable de détecter les intentions des autres et de les contrer avec une efficacité surhumaine. Il possède également une connaissance approfondie des points de pression.
Le Professeur X est un mutant qui possède de vastes pouvoirs télépathiques. Il fait partie des télépathes les plus forts et les plus puissants de l'univers Marvel.
- Charles Xavier est capable de percevoir les pensées des autres, ou de projeter ses propres pensées dans un rayon d'environ 250 miles (400 km). La télépathie de Xavier couvrait autrefois le monde entier, mais Magnéto modifia le champ magnétique terrestre pour restreindre la portée télépathique de Xavier[58]. Lorsqu’il n'est pas sur Terre, ses capacités télépathiques naturelles peuvent atteindre l'espace pour établir un contact mental universel avec de multiples races extraterrestres[59]. Avec un effort extrême, il peut étendre grandement la portée de sa télépathie. Il est aussi l'un des rares télépathes capable de communiquer avec les animaux et même de partager leurs perceptions[60].
- Ses vastes pouvoirs psioniques lui permettent notamment de manipuler l'esprit des autres, de fausser les perceptions pour se rendre invisible, de projeter des illusions mentales, de provoquer la perte de souvenirs particuliers ou une amnésie totale chez un individu. Il peut aussi contrôler ou enlever télépathiquement chez des individus des fonctions corporelles naturelles ou des sens, tels que la vue, l'ouïe, l'odorat, le goût et même des pouvoirs mutants.
- À courte distance, il peut manipuler presque n'importe quel nombre d'esprits pour de tels exploits. Cependant, il ne peut prendre pleinement possession d'un autre esprit qu'un individu à la fois, et doit être strictement en présence physique de cette personne. Par ailleurs, il ne peut pas « reprogrammer » en permanence des esprits humains pour leur faire croire ce qu'il voudrait, même s'il le voulait[61].
- Il peut aussi projeter des décharges psychiques capables d'induire temporairement chez autrui la douleur, la paralysie mentale et/ou physique, voire causer la mort. Ces décharges ne sont effectives que contre des esprits ; elles n’infligent aucun dégât physique.
- Il est également sensible à la présence d’autres individus mutants proches de lui, mais sur une courte portée, en percevant les signaux mentaux caractéristiques qu'ils émettent. Pour détecter des mutants sur une zone plus large au-delà de cette portée, Xavier doit amplifier ses pouvoirs à l'aide du Cerebro (et par la suite Cerebra), un dispositif informatique de sa propre conception qui est sensible aux énergies psychiques/physiques produites par l'esprit.
- Il peut aussi apprendre des langues étrangères, en lisant les centres linguistiques du cerveau d'un individu expert et, alternativement, peut « enseigner » des langues aux autres de la même manière. Xavier a notamment formé mentalement tout un groupe de mutants en leur faisant subir l'équivalent de plusieurs mois de formation en seulement quelques heures dans le monde réel[62].
- Enfin, Xavier peut projeter sa forme astrale — l’enveloppe de son essence vitale — dans une dimension parallèle appelée le plan astral. Là, il peut utiliser ses pouvoirs pour créer des objets, contrôler son environnement et même contrôler et détruire les formes astrales des autres. Il ne peut cependant pas projeter cette forme sur de longues distances[1].

Un effet secondaire de la télépathie de Xavier est qu'il possède une mémoire eidétique. Il a notamment démontré avoir la capacité de prouesses télépathiques suffisantes pour se confronter à Ego la Planète Vivante (en étant aidé par l'équipe Cadre K) et, dans le même temps, en vainquant de justesse le super-vilain Exodus.
La manière dont les pouvoirs de Xavier fonctionnent montrent que sa télépathie est « physique » d'une certaine manière, car elle peut être améliorée par des moyens physiques (par exemple, avec Cerebro) mais qu'elle peut aussi être perturbée par des moyens physiques (par exemple, avec l'altération du champ magnétique terrestre).

## Apparitions dans d'autres médias

### Cinéma
| |  |  |
| Les acteurs anglais Patrick Stewart et James McAvoy sont les deux premiers interprètes du personnage au cinéma : le premier dans la trilogie originale X-Men (2000-2006), les films dérivés Wolverine (2009-2017) et dans l'Univers cinématographique Marvel (2022), le second dans la prélogie (2011-2019). |  |  |

Le professeur Xavier est interprété par Patrick Stewart dans X-Men (2000), X-Men 2 (2003), X-Men : L'Affrontement final (2006) et X-Men: Days of Future Past (2014). On peut également l'apercevoir dans les trois films consacrés à Wolverine (X-Men Origins: Wolverine, Wolverine : Le Combat de l'immortel et Logan). Stewart reprendra son rôle au sein de l'Univers cinématographique Marvel dans le film Doctor Strange in the Multiverse of Madness (2022).
Par la suite, le rôle est repris dans une version plus jeune par l'acteur James McAvoy dans X-Men : Le Commencement (2011), puis dans X-Men: Days of Future Past (2014) où il croise la route de la version plus âgée de Patrick Stewart et pour finir dans les trois films, X-Men: Apocalypse (2016), Deadpool 2 (2018) et X-Men: Dark Phoenix (2019). 
Notons qu'une version d'un Charles Xavier de l'âge de 12 ans est également interprété par Laurence Belcher dans X-Men: Le Commencement.
Dans le film parodique Super Héros Movie, Charles Xavier apparaît sous les traits de l'acteur Tracy Morgan. Dans cette version, il est marié et père de plusieurs enfants. On peut noter que son épouse et ses rejetons ont tous les mêmes caractéristiques physiques que lui : crâne chauve et jambes paralysées. Il a une liaison extra-conjugale avec la Femme invisible interprétée par Pamela Anderson.

### Télévision
Étant donné son importance, le personnage apparaît dans la plupart des séries d'animation adaptées des X-Men. Dans X-Men (X-Men: The Animated Series, 1992-1997), il est doublé en anglais par Cedric Smith. Dans X-Men: Evolution (2000-2003), il est doublé en anglais par David Kaye et en français par Jean-Marc Delhausse. Il est également présent dans Wolverine et les X-Men (2009), où il est doublé en anglais par Jim Ward et en français par Franck Dacquin.
En 1995, il apparaît dans deux épisodes de la 2e saison de Spider-Man, l'homme-araignée, doublé là aussi en anglais par Cedric Smith.
En 2019, le personnage (interprété par Harry Lloyd) est introduit lors de la troisième saison de la série Legion.

### Jeux vidéo
- 1993 : X-Men
- 1995 : X-Men 2: Clone Wars
- 2000 : X-Men: Mutant Academy
- 2002 : X-Men: Next Dimension
- 2003 : X-Men 2 : La Vengeance de Wolverine
- 2004 : X-Men Legends
- 2005 : X-Men Legends II : L'Avènement d'Apocalypse
- 2006 : Marvel: Ultimate Alliance
- 2013 : Marvel Heroes
- 2013 : Lego Marvel Super Heroes
- 2015 : Marvel: Future Fight

## Dans la culture populaire
Le personnage est mentionné dans la chanson Xavier de Diamond Deuklo, issu de la bande originale de Comment c'est loin (« J'parle dans ta tête, comme le Professeur Xavier »).